# Gariès
Gariès település Franciaországban, Tarn-et-Garonne megyében. Lakosainak száma 128 fő (2022. január 1.). Gariès Escazeaux, Cabanac-Séguenville, Lagraulet-Saint-Nicolas, Bouillac, Le Causé és Faudoas községekkel határos.

## Népesség
A település népessége az elmúlt években az alábbi módon változott:
| Lakosok száma | 111  | 116  | 118  | 114  | 118  | 121  | 125  | 126  | 128  |
|               | 2013 | 2015 | 2016 | 2017 | 2018 | 2019 | 2020 | 2021 | 2022 |